# Лиманское (аэропорт)
Лиманское — международный (с 2008 года) аэропорт возле пгт. Лиманское в Раздельнянском районе Одесской области (Украина). Находится вблизи границы с непризнанной ПМР в 60 км к северо-западу от Одессы. Бывший военный аэродром СССР.

## История
Аэродром был построен в начале 50-х гг 20-го века, сдан в эксплуатацию в 1955 году. Первоначально базировалось три авиационных полка на самолётах Ил-28 и отряд буксировщиков мишеней. Аэродром был постоянно действующий 24 часа в сутки, так как был запасным аэродромом для всей авиации юго-западного сектора. Первый позывной аэродрома — «Заготовка».
Далее.
В период с апреля 1968 года по январь 1992 года на аэродроме базировался 827-й отдельный разведывательный авиационный полк на самолётах МиГ-21Р (1965—1982), Ил-28Р (1968—1975), Су-17М3Р (1980—1986) и Су-17М4Р (1982—1992).
С августа 1958 года на аэродром перебазировался 161-й истребительный авиационный Рижский ордена Суворова полк в составе 66-й истребительной авиационной дивизии ВВС Южной группы войск из Румынии. 28 апреля 1960 года передан из 66-й иад в состав 119-й иад 48-й ВА ОдВО. Полк летал на МиГ-17 (1954—1963), МиГ-21 ПФ, ПФМ (1963—1972), МиГ-23 (1972—1974), МиГ-23М (1973—1991), МиГ-29 (1990—1992). 14 декабря 1989 года в составе 119-й иад передан из 5-й ВА ОдВО в ВВС Черноморского флота. В апреле 1992 года передан Вооружённым силам Украины. Директивой МО Украины № 45/1/0120 от 09.04.2001 года 161-й истребительный авиационный полк расформирован на аэродроме.
Также в позднесоветский период аэродром Лиманское числился за поисково-спасательной службой МО, для чего на аэродроме постоянно базировались по ротационной системе вертолёты Ми-8, командируемые с соседних авиа гарнизонов. 
После ликвидации лётных частей аэродром Лиманское использовался по прямому назначению эпизодически, был выведен из баланса МО Украины ориентировочно в 2004 году и затем подвергся интенсивному разграблению — по состоянию на 2005 год разбирались рулёжные дорожки и укрытия, а все аэродромные здания, кроме КДП, были порушены.
В 2006 году была начата реконструкция и ремонт аэродрома для гражданских целей.

## Современное состояние
Создан на основе бывшего военного аэродрома. Классификационное число PCN 21/R/В/Х/T. Аэродром способен принимать самолёты Ан-225, Ан-124, Ил-76, Ту-204, Ту-154, Ту-134 и все более лёгкие, а также вертолёты всех типов.
Аэровокзал имеет пропускную способность 50 чел/час. Имеются таможенные склады и склады хранения.